# Guillermo Meneses

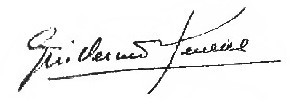
Unterschrift Guillermo Meneses

Guillermo Meneses (* 15. Dezember 1911 in Caracas, Venezuela; † 29. Dezember 1978 in Porlamar) war ein venezolanischer Schriftsteller.
Er verfasste Romane und Kurzprosa. Inhaltlich behandelte er insbesondere die Lebenssituation der Menschen schwarzafrikanischer und mulattischer Abstammung.
Er war mit der Journalistin Sofía Ímber verheiratet.

## Werke (Auswahl)
- La balandra Isabel Ilegó esta tarde, 1934
- Canción de negros, 1934
- Campeones, 1939
- La mano junto al muro, 1951
- La misa de Arleguín, 1965
- Diez cuentos, 1968